# Phytomyza lupini
Phytomyza lupini är en tvåvingeart som beskrevs av Sehgal 1968. Phytomyza lupini ingår i släktet Phytomyza och familjen minerarflugor. Inga underarter finns listade i Catalogue of Life.